# Cratere Caldwell
Caldwell  è un cratere sulla superficie di Venere. Deve il suo nome a Taylor Caldwell, scrittrice statunitense del '900.